# Simas Jarumbauskas
Simas Jarumbauskas (Vilna, Lituania, 1 de julio de 2000) es un jugador de baloncesto lituano. Con 1 metro y 98 centímetros de estatura, juega en la posición de alero.

## Trayectoria
Inició su carrera con apenas 16 años en la categoría junior del Lyetuvos Rytas, donde ganó notoriedad y llegó a participar en el prestigioso torneo Adidas Next Generation en 2018, destinado a jóvenes promesas. 
En su primera incursión profesional fue cedido al Perlas Vilnius, con el que debutó en la temporada 2017/18 en la Liga NKL, la segunda división lituana. Permaneció en dicho club en las siguientes dos temporadas, destacando sobre todo en 2019/20 cuando promedió 13.9 puntos, 6.9 rebotes y 2.5 asistencias.
En la temporada 2020/21 firma con el Vytautas Prienu de la Liga LKL, la máxima competición lituana. Disputó 37 partidos en los que registró medias de 4.1 puntos y 1.6 rebotes. 
En 2021/22 se incorpora al Pieno Zvaigzdes, también de la liga LKL, donde juega 27 encuentros en los que promedia 9 puntos y 6.8 rebotes, siendo el cuarto mejor reboteador de la competición y el mejor reboteador defensivo.
En agosto de 2022 firma con el Cáceres Patrimonio de la Humanidad para disputar la LEB Oro española. Disputó 14 partidos hasta ser cortado en enero de 2023, cuando acreditaba promedios de 7.6 puntos y 3.7 rebotes. El 9 de febrero de 2023 firma por el Club Melilla Baloncesto de la LEB Oro, donde termina la temporada 2022/23 promediando 7.2 puntos y 4.6 rebotes por noche.
En la temporada 2023/24 regresa al Pieno Zvaigzdes de la liga lituana, donde promedia 11.6 puntos y 7.2 rebotes.

## Internacionalidad
Es internacional en categorías inferiores con la selección nacional de Lituania. En 2018 disputó el Campeonato de Europa Sub-18 (promediando 11.9 puntos y 4.6 rebotes) y en 2019 el Campeonato del Mundo Sub-19 (6.6 puntos y 4.1 rebotes), en el que su equipo terminó en cuarta posición.